# Mansour Barzegar
Mansour Barzegar, persisch منصور برزگر, (* 28. Februar 1947 in Teheran) ist ein ehemaliger iranischer Freistilringer. Er war Teilnehmer an den Olympischen Sommerspielen 1972 in München und 1976 in Montreal.

## Werdegang
Mansour Barzegar erschien erst im Alter von 25 Jahren zum ersten Mal bei einer internationalen Meisterschaft. Er startete 1972 in München bei den Olympischen Spielen im freien Stil, dem Stil, in dem er sich ausschließlich betätigte. Der Teheraner wurde dazu von den Trainern Mohammad Ali Sanatkaran, Mansour Mehdizadeh und Parvitz Sirourpur, die ihn auch später noch betreuten, vorbereitet. Er rang während seiner ganzen Karriere im Weltergewicht, der Gewichtsklasse, die zu seiner Zeit sein Gewichtslimit bei 74 kg Körpergewicht hatte.
In München siegte Mansour Barzegar gegen Toshitada Yoshida aus Japan u. Juri Gussow aus der UdSSR, rang gegen Miklós Urbanovics aus Ungarn unentschieden und verlor gegen den Deutschen Adolf Seger aus Freiburg. Er belegte damit den 5. Platz. Bei der Weltmeisterschaft im Jahre 1973 in Teheran nützte er die Gunst der Stunde vor einheimischen Publikum ringen zu können und wurde dort mit sieben Siegen Weltmeister im Weltergewicht. Unter den von ihm geschlagenen Ringern befanden sich mit Fred Hempel aus der DDR, Jan Karlsson aus Schweden u. Ruslan Aschuralijew aus der UdSSR ausgesprochene Weltklasseathleten. Gegen Adolf Seger gelang ihm allerdings wieder kein Sieg. Ein Unentschieden gegen Seger reichte ihm aber zum Turniersieg und Titelgewinn.
Im Jahre 1974 gewann Mansour Barzegar bei den Asienspielen in Teheran vor Dandsandardschaagiin Sereeter aus der Mongolei und Mitsuo Degawa aus Japan. Bei der Weltmeisterschaft dieses Jahres fehlte er allerdings. Im Jahre 1975 gewann er bei der Weltmeisterschaft in Minsk im Weltergewicht die Silbermedaille. Er siegte dort u. a. über Jiichirō Date aus Japan, Dsewegiin Düwtschin aus der Mongolei und Jancho Pawlow aus Bulgarien. Im Endkampf unterlag er aber gegen Ruslan Aschuralijew nach Punkten. In diesem Jahr war er übrigens auch bei zwei Turnieren in Deutschland am Start, die er beide gewann. Beim Großen Preis der Bundesrepublik Deutschland in Aschaffenburg siegte er vor Marin Pîrcălabu aus Rumänien und beim "Werner-Seelenbinder"-Turnier in Leipzig siegte er vor Udo Schröder aus der DDR u. Francis Lebeque aus Kuba.
Bei den Olympischen Spielen 1976 in Montreal gelang ihm dann ein Medaillengewinn. Er siegte dort über Giuseppe Spagnoli aus Italien, Fred Hempel, Jarmo Övermark aus Finnland, Ruslan Aschuralijew, Jancho Pawlow u. Stanley Dziedzic aus den Vereinigten Staaten, musste sich aber im Endkampf gegen Jiichirō Date, den er bei der Weltmeisterschaft 1975 noch besiegt hatte, geschlagen geben und sich mit der olympischen Silbermedaille zufriedengeben.
Bei der Weltmeisterschaft 1977 in Lausanne, der letzten, die er bestritt, stand Mansour Barzegar erneut im Endkampf. Er verlor diesen aber gegen Stanley Dziedzic nach Punkten und wurde erneut Vize-Weltmeister.
Mansour Barzegar wurde nach seiner Laufbahn als Ringer Trainer. In den Jahren 1978–1979, 1990–1996 und 2006–2007 war er Cheftrainer der iranischen Ringernationalmannschaft. Zwischendurch bekleidete er aber auch hohe Funktionärsposten (Technischer Direktor, Generalmanager) im iranischen Ringerverband.

## Internationale Erfolge
| Jahr | Platz  | Veranstaltung                            | Gewichtsklasse | |
| 1972 | 5.     | OS in München                            | Welter         | mit Siegen über Toshitada Yoshida, Japan u. Juri Gussow, UdSSR, einem Unentschieden gegen Miklós Urbanovics, Ungarn u. einer Niederlage gegen Adolf Seger, BRD                                                                 |
| 1973 | 1.     | Intern. Turnier in Bukarest              | Welter         | vor Tanase, Rumänien u. Fred Hempel, DDR |
| 1973 | 1.     | WM in Teheran                            | Welter         | mit Siegen über Enrique Burgals, Spanien, Mitsou Degawa, Japan, M. Bat-Amgalan, Mongolei, Fred Hempel, Jancho Pawlow, Bulgarien, Jan Karlsson, Schweden u. Ruslan Aschuralijew, UdSSR u. einem Unentschieden gegen Adolf Seger |
| 1974 | 1.     | Asienspiele in Teheran                   | Welter         | vor Dandsandardschaagiin Sereeter, Mongolei u. Mitsuo Degawa |
| 1975 | 1.     | Großer Preis der BRD in Aschaffenburg    | Welter         | vor Marin Pîrcălabu, Rumänien, Manfred Trefzger, BRD u. Pierre Jay, Frankreich |
| 1975 | 1.     | "Werner-Seelenbinder"-Turnier in Leipzig | Welter         | vor Udo Schröder, DDR, Francis Lebeque, Kuba u. Dsewegiin Düwtschin, Mongolei |
| 1975 | 2.     | WM in Minsk                              | Welter         | mit Siegen über Rogelio Leonos, Mexiko, Jancho Pawlow, Jiichirō Date, Japan, Carl Adams, USA u. Dsewegiin Düwtschin u. einer Niederlage gegen Ruslan Aschuralijew                                                              |
| 1975 | 1.     | Aryamehr-Cup in Teheran                  | Welter         | vor Petrow, Bulgarien u. G. Sakhi, Afghanistan |
| 1976 | Silber | OS in Montreal                           | Welter         | mit Siegen über Giuseppe Spagnoli, Italien, Fred Hempel, Jarmo Övermark, Finnland, Jancho Pawlow, Ruslan Aschuralijew u. Stanley Dziedzic, USA u. einer Niederlage gegen Jiichirō Date                                         |
| 1976 | 2.     | Welt-Cup in Toledo                       | Welter         | hinter Ruslan Aschuralijew, vor Carl Adams u. Jim Miller, bde. USA |
| 1977 | 2.     | WM in Lausanne                           | Welter         | hinter Stanley Dziedzic u. vor Alexandar Nanew, Bulgarien, Dschamtsyn Dawaadschaw, Mongolei u. Reşit Karabacak, Türkei |
| 1977 | 1.     | Aryamehr-Cup in Teheran                  | Welter         | vor Resit Karabacak u. M. Bat-Amgalan, Mongolei |

## Erläuterungen
- OS = Olympische Spiele, WM = Weltmeisterschaft
- Weltergewicht, damals Gewichtsklasse bis 74 kg Körpergewicht
- alle Wettbewerbe im freien Stil